# Loy Krathong
Loy Krathong (o Loi Kratong, tailandés ลอยกระทง) es un festival que se celebra anualmente en toda Tailandia. Tiene lugar en la noche de luna llena del duodécimo mes del calendario lunar tradicional tailandés y dura dos días; en el calendario occidental viene a coincidir normalmente con la del mes de noviembre.
“Loi” significa “fluir”. “Krathong” es una balsa de alrededor de un palmo de diámetro fabricada tradicionalmente con una sección del tronco del banano (si bien versiones modernas utilizan a menudo el styrofoam, un material plástico aislante), decorada con hojas de la misma planta, flores, lamparillas, barritas de incienso, etc. Durante la noche de luna llena, mucha gente fabrica pequeñas balsas como éstas y las hace navegar por el río. Los departamentos gubernamentales, grandes empresas y otras organizaciones construyen balsas mucho más grandes y elaboradas, que toman parte en concursos. Además, durante el festival, tienen lugar espectáculos de fuegos artificiales y concursos de belleza.

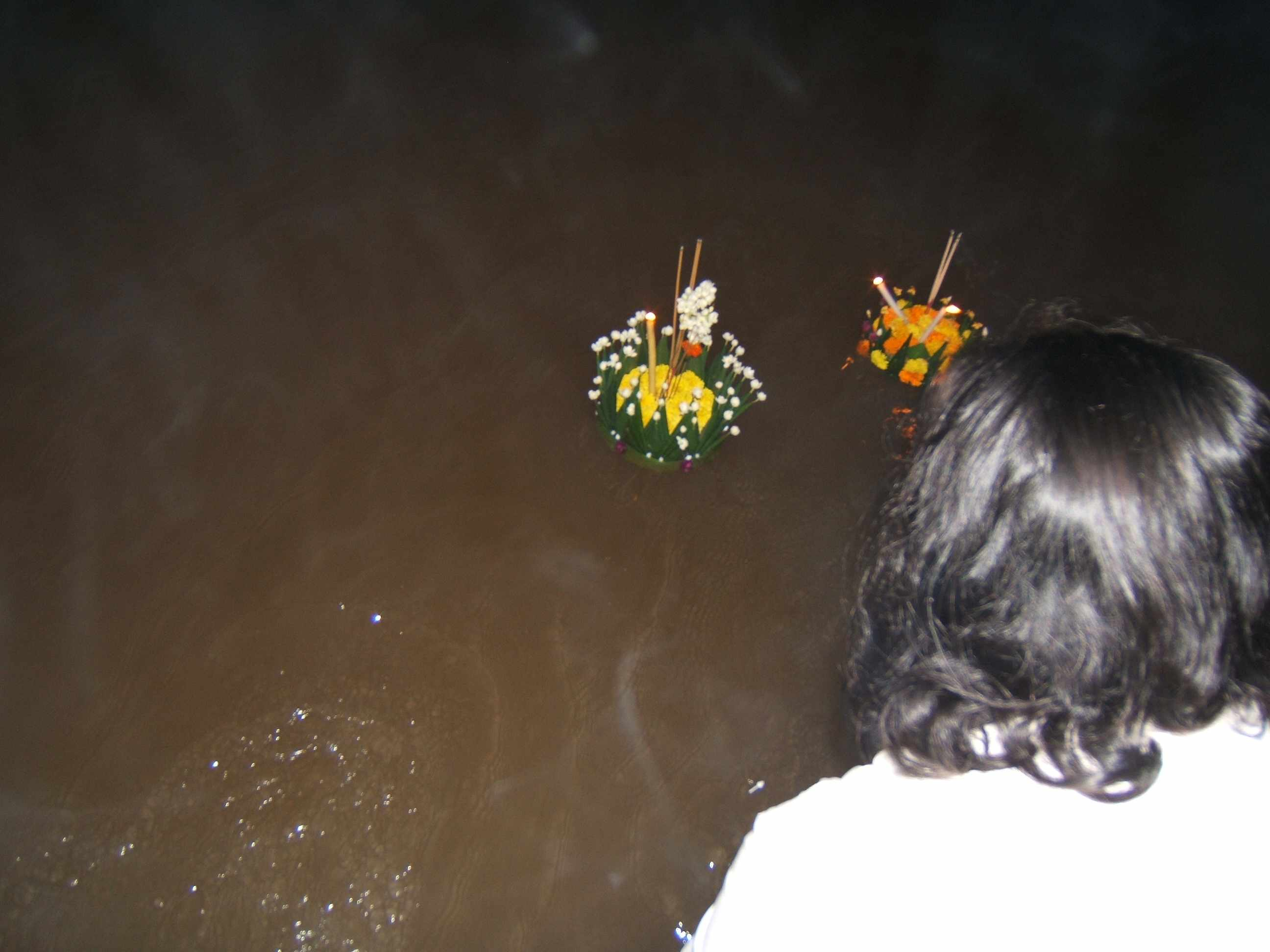
Balsas en el Festival Loy Krathong.

El festival probablemente tuvo su origen en la India; sería, pues, un festival hindú similar al Diwali, en el que se depositan lamparillas flotantes sobre el Ganges como expresión de gratitud a la deidad del río por la vida otorgada a lo largo del año.
Según los escritos de S.M. el Rey Rama IV (1863), el festival, brahmánico en su origen, habría sido adaptado por los budistas tailandeses como ceremonia en honor del Señor Buda. Además de venerar a Buda con las luces de las candelas de las pequeñas balsas, el acto de hacer navegar éstas por el río simbolizaría la renuncia y superación de todos los rencores, malos humores y puntos flacos de cada uno, a fin de comenzar una nueva vida sin ellos. Antiguamente, los tailandeses solían hacerse cortar las uñas de sus manos y los cabellos, haciéndolos flotar también con las balsas, como símbolo de las partes negativas de uno mismo que se dejan atrás. Muchos tailandeses creen que dejar flotar un “krathong” les proporcionará buena suerte y lo hacen en honor y agradecimiento a la diosa del agua, Phra Mae Khongkha.
Los concursos de belleza que acompañan el Festival se conocen como "Concursos de la Reina Noppamas". Según la leyenda, Noppamas fue la consorte del rey Loethai de Sukhothai (siglo XIV) y la primera en hacer flotar “krathongs” decorados.
La tradición tailandesa del Loy Kratong tuvo su origen en la provincia de Sukhothai, si bien actualmente se celebra en todo el país, siendo particularmente conocidos por su vistosidad los festivales organizados en Chiang Mai y Ayutthaya.

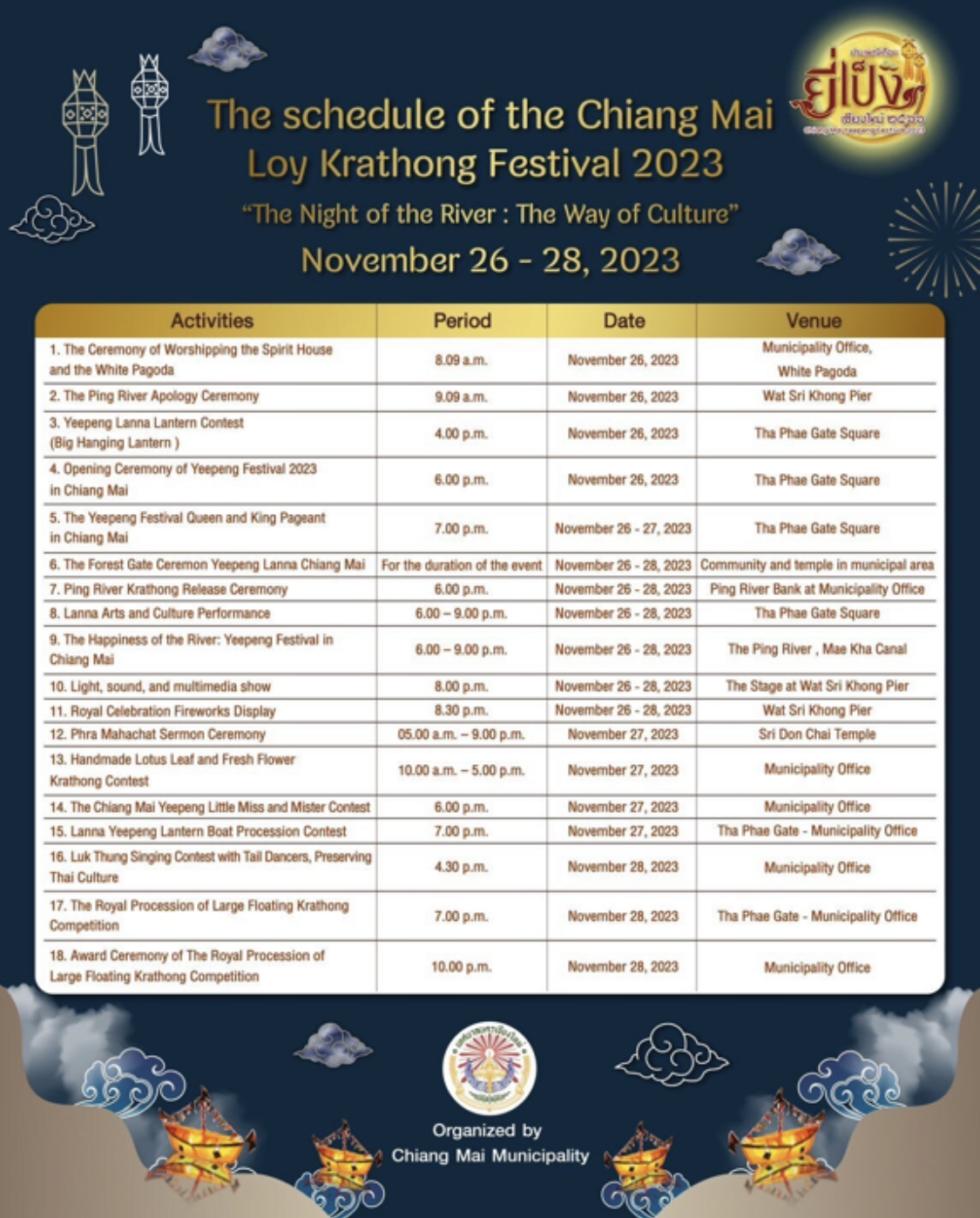
Programa de eventos del Festival Loy Krathong 2023 en Chiang Mai.